# Partido Nacional Laborista
El Partido Nacional Laborista (en inglés: National Labour Party) fue fundado en Australia por el primer ministro Billy Hughes en 1916, tras la escisión surgida en el seno del Partido Laborista Australiano (ALP) durante la Primera Guerra Mundial con motivo del reclutamiento. En efecto, en 1915 el primer ministro de Australia Andrew Fisher renunció a su cargo, en contra del servicio militar obligatorio. Hughes, que había asumido el cargo de líder del Partido Laborista Australiano, formó un nuevo partido con sus seguidores tras ser expulsado del ALP un mes después del plebiscito de 1916. Hughes llevó a cabo una política pro-reclutamiento en relación con la Primera Guerra Mundial.

## Formación
El 15 de septiembre de 1916 la ejecutiva del partido Political Labour League (el Partido Laborista de Nueva Gales del Sur en ese momento) expulsó a Hughes y a sus seguidores. Cuando el 14 de noviembre de 1916 el Grupo Parlamentario Laborista se reunió para aclarar su postura, tras largas discusiones, 24 miembros secundaron la postura de Hughes; el resto, 19 de los 43 miembros del grupo parlamentario, confirmaron su apoyo a la postura oficial del partido y acataron la expulsión de Hughes y de los otros miembros.
Hughes y sus seguidores, entre los que destacaban varios dirigentes sindicales, formaron un gobierno en minoría, apoyados por el Partido Liberal de la Mancomunidad, liderado por la otra voz disidente, Joseph Cook. Creyendo que el Partido Laborista no era lo suficientemente nacionalista, comenzaron a sentar las bases de un nuevo proyecto que sería socialmente radical y nacionalista.
En 1917, Hughes y Cook volvieron a girar su postura y se acercaron al Partido Nacionalista de Australia. Hughes se convirtió en el nuevo líder del partido, con Cook como adjunto. Aunque se trataba de un partido de clase media y dominado por los antiguos liberales, la presencia de varios líderes obreristas proyectó una imagen de unidad nacional.
El Partido Nacional Laborista nunca fue formalmente constituido como un partido político y no tenía ninguna estructura orgánica, a pesar de que algunos dirigentes de los sindicatos y del Partido Laborista de algunas provincias, especialmente en Australia Occidental y Tasmania, lo apoyaron.

## Queensland
El Partido Laborista pudo evitar la división en Queensland, debido a los esfuerzos de T. J. Ryan para minimizar las pérdidas. Solo uno de los miembros del parlamento estatal, John Adamson, abandonó el partido y en un principio no hubo ningún intento de crear una alternativa al proyecto laborista. Sin embargo, en octubre de 1919, Adamson junto a otros antiguos laboristas fundaron un nuevo partido. No tuvo éxito electoral y de pronto desapareció.

## Australia Occidental
El movimiento laborista sí se fragmentó en Australia Occidental, donde hubo dos grupos separados con sede en Perth. Los dos grupos se fusionaron en abril–mayo de 1917, con el ex primer ministro John Scaddan como su líder. Sin embargo, en el mes de julio no obtuvo ningún escaño en las elecciones parlamentarias. En las elecciones locales, por el contrario, en 1917 y 1921, el partido sobrevivió a duras penas; pero en las elecciones de 1924, su representación se redujo a uno en la Asamblea y dos en el Consejo, lo que llevó al partido a ser dominado por los nacionalistas.